# آندرئا ابی
آندرئا اَبی (فرانسوی: Andrea Habay‎؛ ۱۸۸۳ – ۱۹۴۱) بازیگر اهل فرانسه در دوران فیلم‌های صامت بود که بیشتر در سینمای ایتالیا فعالیت داشت.
از فیلم‌هایی که وی در آن‌ها نقش داشته‌است، می‌توان به آواتار و پروانه اشاره نمود.